# Yaya Sanogo
Yaya Sanogo, född 27 januari 1993 i Massy, är en fransk fotbollsspelare. Sanogo spelar främst som anfallare. Han har representerat Frankrikes U16, U17, U19, U20 och U21-landslag.

## Karriär
Yaya Sanogos första mål i Arsenaltröjan kom i en hemmamatch på Emirates Stadium i Champions League mot Borussia Dortmund. 
I juli 2017 värvades Sanogo av Toulouse, där han skrev på ett treårskontrakt. I juli 2020 lämnade Sanogo klubben då hans kontrakt gått ut.
Den 24 februari 2021 värvades Sanogo av Huddersfield Town på ett korttidskontrakt över resten av säsongen 2020/2021.